# Андреевщина (Волховский район)
Андре́евщина — деревня в Колчановском сельском поселении Волховского района Ленинградской области.

## История
Усадьба Андреевщина упоминается на карте Санкт-Петербургской губернии Ф. Ф. Шуберта 1834 года.

АНДРЕЕВЩИНА — усадище принадлежит коллежской советнице Суражевской, число жителей по ревизии: 5 м. п., 2 ж. п.. (1838 год)

АНДРЕЕВЩИНА — усадище госпожи Львовой, по почтовому тракту, число дворов — 2, число душ — 6 м. п. (1856 год)

АНДРЕЕВЩИНА (УСАДЬБА) — мыза владельческая при реке Сяси, число дворов — 1, число жителей: 2 м. п., 4 ж. п.

АНДРЕЕВЩИНА — деревня владельческая при реке Сяси, число дворов — 2, число жителей: 19 м. п., 14 ж. п. (1862 год)

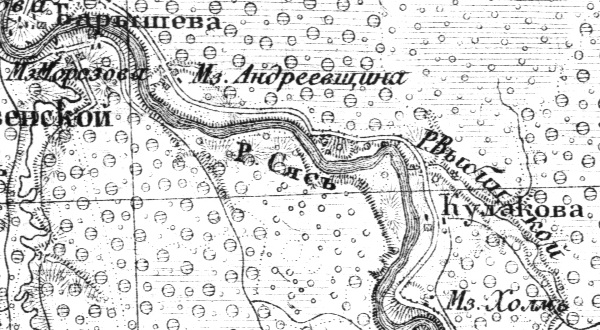
Мыза Андреевщина на карте Ф. Ф. Шуберта 1872 года

Согласно материалам по статистике народного хозяйства Новоладожского уезда 1891 года имение при селении Андреевщина принадлежало жене надворного советника О. Н. Горской, имение было приобретено до 1868 года.
В конце XIX — начале XX века деревня административно относилась к Хамонтовской волости 2-го стана Новоладожского уезда Санкт-Петербургской губернии.
По данным «Памятной книжки Санкт-Петербургской губернии» за 1905 год деревня Андреевщина входила в Хамонтовское сельское общество.
Согласно военно-топографической карте Петроградской и Новгородской губерний издания 1915 года на месте современной деревни находилась мыза Андреевщина.
По данным 1933 года деревня Андреевщина входила в состав Колчановского сельсовета Волховского района.
По данным 1966, 1973 и 1990 годов деревня Андреевщина также входила в состав Колчановского сельсовета.
В 1997 году в деревне Андреевщина Колчановской волости проживал 1 человек, в 2002 году — 3 человека (все русские).
В 2007 году в деревне Андреевщина Колчановского СП — 6, в 2010 году — 5 человек.

## География
Деревня расположена в центральной части района на правом берегу реки Сясь.
Близ деревни проходит автодорога А114 (Вологда — Новая Ладога).
Расстояние до административного центра поселения — 6 км.
Расстояние до ближайшей железнодорожной станции Колчаново — 8 км.

## Демография
| 1838 | 1862 | 1997 | 2002 | 2007 | 2010 | 2013 |
| ---- | ---- | ---- | ---- | ---- | ---- | ---- |
| 7    | ↗39  | ↘1   | ↗3   | ↗6   | ↘5   | ↗7   |
| 2017 |      |      |      |      |      |      |
| ↗10  |      |      |      |      |      |      |

### Национальный состав
По данным Всероссийской переписи населения 2021 года в деревне проживали 10 человек, все русские.